# Tanți Cocea
Constanța Cocea conosciuta come Tanți Cocea o Tanzi Cocea (Bucarest, 7 dicembre 1909 – Bucarest, 24 marzo 1990) è stata un'attrice rumena teatrale e cinematografica.

## Biografia
Figlia di N.D. Cocea e Maria Grigorescu, Tanți Cocea nacque a Bucarest il 7 dicembre 1909. Fu la sorella maggiore dell'attrice Dina Cocea, che il padre ebbe da Florica Mille e della scultrice Ioana-Maria Cocea, nata dalla relazione del padre con Gina Manolescu-Strunga.
Studiò al Conservatorio Regale di Arte Drammatica e Musica di Bucarest sotto la guida del professore Ion Manolescu. Sul palco dai tempi degli studi al Conservatorio, quando recitò nella commedia francese Maya che Dida Callimachi aveva portato a Parigi e diventò la rivelazione della stagione.
Sposò il Prof. Dott. Panait Sîrbu.
Recitò sul palcoscenico del Teatro Nazionale di Bucarest pe tutta la vita, dando vita a personaggi come Natalia Petrovna in "Un mese in campagna", la signora Ford in "Le allegre comari", Ruxandra in "Tre generazioni", The Queen Gertrude in "Amleto", Vassilissa in "Asilo di notte", Betsy Tverskaya in "Anna Karenina", Lady Macbeth in "Macbeth", Solange in "Macchina da scrivere", Beatrice in "Vista dal ponte", zia Nonnie in "Dolce ala della giovinezza", la zia in "Le fantasie di Fariatiev".
Fu insignita del Ordinul Muncii Clasa II (1953) „per meriti eccezionali, per risultati preziosi nell'arte e per meriti di lavoro” e del Ordinul Meritul Cultural clasa a II-a (1967) „per meriti eccezionali nel campo dell'arte drammatica”.

## Filmografia
- Bijuterii de familie (1957)
- Cartierul veseliei (1964)
- Răpirea fecioarelor (1968)
- Serata (1971)
- Păcală (1974)
- Instanța amână pronunțarea (1976)

## Riconoscimenti
- Ordine del Lavoro Classe II (1953)
- Ordine del Merito Culturale Classe II (1967)